# Lubuk Gaung (Batang Masumai)
Lubuk Gaung is een bestuurslaag in het regentschap Merangin van de provincie Jambi, Indonesië. Lubuk Gaung telt 784 inwoners (volkstelling 2010).